# Monument national Baaj Nwaavjo I'tah Kukveni - Empreintes ancestrales du Grand Canyon
Baaj Nwaavjo I'tah Kukveni - Ancestral Footprints of the Grand Canyon National Monument est un monument national qui protège environ 3 600 km² entourant le Grand Canyon dans le nord de l'Arizona. Le président Joe Biden l'a établi comme Monument national le 8 août 2023. Il sera géré par le Service des forêts des Etats-Unis au sein de la forêt nationale de Kaibab et le Bureau of Land Management dans le cadre du National Landscape Conservation System. Alors que la zone était déjà protégée de la plupart des développements, la désignation du monument a rendu permanent un moratoire de 20 ans sur l'extraction de l'uranium mis en place en 2012. Le nom combine les mots Havasupai pour "où les tribus errent" et les mots Hopi pour "nos empreintes ancestrales", et de nombreux sites sont considérés comme sacrés pour les peuples qui vivent dans la région depuis des temps immémoriaux.

## Géographie et fonctionnalités
Le monument national comprend trois grandes parties : au sud du parc national du Grand Canyon, tout le district de Tusayan Ranger de la forêt nationale de Kaibab ; au nord-est, le sud du monument national des Vermilion Cliffs et à l'est du district de North Kaibab Ranger de la forêt ; et au nord-ouest, le parc se trouve à l'ouest du district de North Kaibab Ranger et au sud de la réserve indienne de Kaibab sur le plateau de Kanab, dont une partie de Kanab Creek Wilderness. Il exclut les terres domaniales et privées à l'intérieur des limites extérieures de chaque secteur.
La superficie totale de 3 713 km² est plus petite que les 4 330 km² proposés. Le monument s'étend sur une gamme d'élévations à travers le plateau du Colorado et ses écosystèmes comprennent le désert de Mojave, des terres gazeuses, terres boisées et garrigues du Grand Bassin, et les forêts de conifères subalpines et les prairies. Il protège d'importantes ressources aquifères et du bassin versant qui alimentent le fleuve Colorado, y compris la rivière Kanab.
Le monument comprend plus de 3 000 sites historiques et culturels. Ceux-ci comprennent des habitations de falaises, des pétroglyphes, des vestiges de bâtiments, des trésors de poterie et des sites avec d'anciens outils en pierre. Les sites inscrits au registre national des lieux historiques comprennent le quartier historique de Hull Cabin, l'aérodrome de Red Butte, la tour et la cabine de Grandview Lookout et la station Moqui Ranger.
Le sentier de randonnée Arizona Trail traverse la partie sud du monument.

## Protection
La zone a été protégée pour la première fois dans le cadre de la réserve forestière du Grand Canyon en 1893. Elle est devenue une forêt nationale en 1907 et a ensuite été organisée en tant que forêt nationale de Kaibab. Le premier monument national du Grand Canyon, créé en 1908 par le président Theodore Roosevelt, est devenu le parc national du Grand Canyon en 1919. Un deuxième monument national du Grand Canyon a été créé en 1932 et plus tard incorporé au parc.
Les tribus amérindiennes et les défenseurs de l'environnement ont plaidé pour une plus grande protection dans la région pendant de nombreuses années. La coalition tribale du Grand Canyon comprend les Havasupai, Hopi, Hualapai, Paiutes , Navajo Nation, Apaches, Pueblos et les tribus indiennes du fleuve Colorado.
En 2012, le secrétaire à l'Intérieur du président Barack Obama, Ken Salazar, a décrété un moratoire sur les nouvelles concessions minières d'uranium dans la région entourant le Grand Canyon, en vigueur jusqu'en 2032,,. La zone comprend 1,3 % des réserves d'uranium américaines ainsi que de nombreuses mines abandonnées qui peuvent présenter des risques pour la qualité de l'eau.

### Désignation de monument national

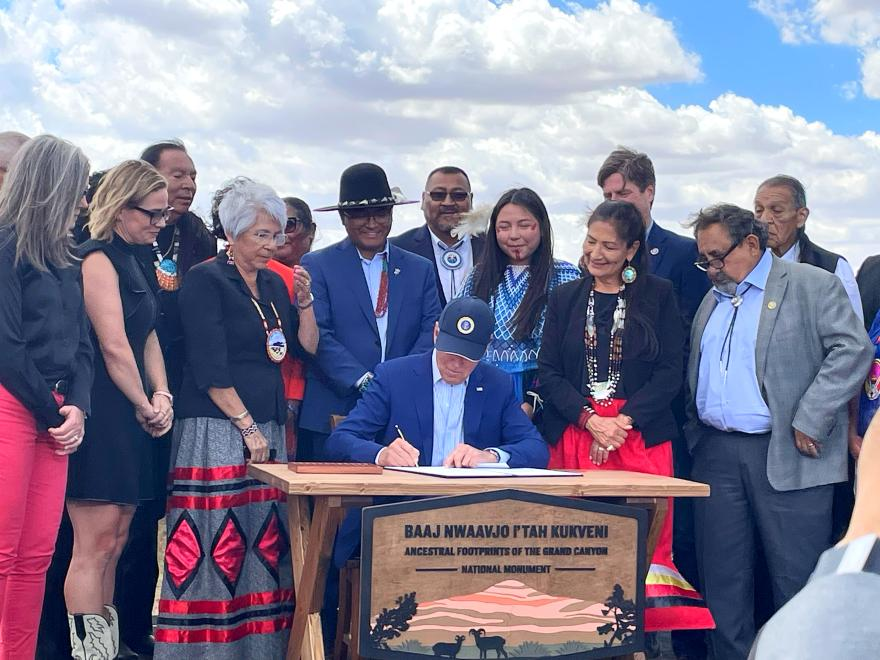
Le président Biden a créé le monument national. L'événement de signature a réuni des politiciens de l'État et des chefs de communautés tribales.

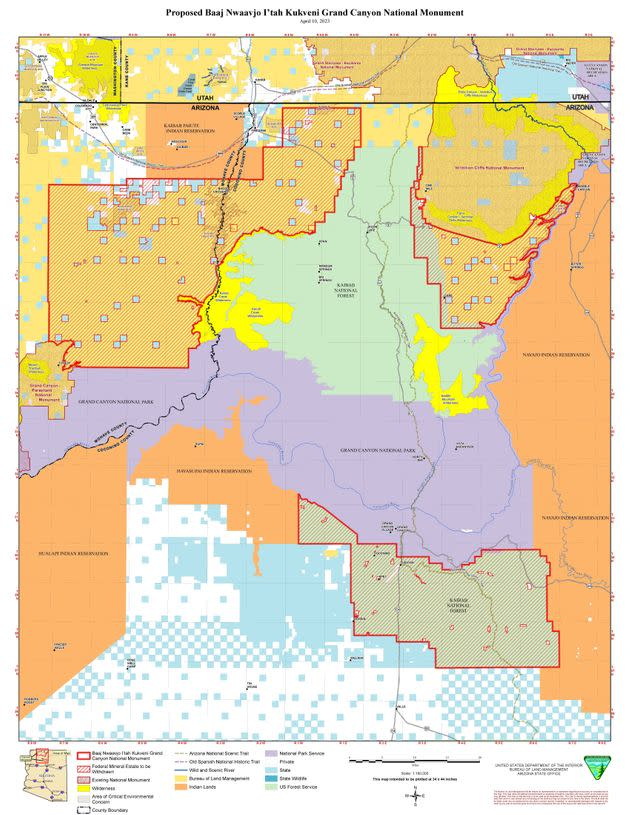
Carte de la proposition

Le membre du Congrès Raúl Grijalva et le sénateur Kyrsten Sinema ont appelé à la création du monument et ont présenté des projets de loi à cet effet en juillet 2023,. La secrétaire à l'Intérieur Deb Haaland a visité avec eux le Grand Canyon en mai.
Le président Joe Biden s'est rendu en Arizona le 8 août 2023 et a publié une proclamation établissant le monument près de Red Butte, dans sa partie sud. Les participants à l'événement comprenaient Grijalva, Sinema, Haaland, gouverneur de l'Arizona, Katie Hobbs, le secrétaire d'État Adrian Fontes, le sous-secrétaire à l'Agriculture Xochitl Torres Small, le membre du Congrès Greg Stanton et des représentants tribaux. Il s'agissait de la cinquième désignation de monument national de Biden, deux semaines seulement après celle d'Emmett Till et Mamie Till-Mobley National Monument. Semblable au monument national voisin d'Avi Kwa Ame au Nevada, le monument inclura des chefs tribaux dans sa gestion. Faisant partie des objectifs de conservation du président Biden, Baaj Nwaavjo I'tah Kukveni est son plus grand acte de protection des terres, dépassant Avi Kwa Ame.
La désignation empêche de manière permanente de nouvelles concessions minières à l'intérieur du monument, bien qu'il existe plus de 3 000 baux préexistants qui pourraient encore être développés, y compris la mine Pinyon Plain près de Tusayan,. Les sociétés minières d'uranium et certains républicains se sont opposés à la désignation du monument.
La gestion du monument se fera en coopération avec les nations tribales, y compris une commission du monument composée de chefs tribaux et un comité consultatif composé de diverses parties prenantes,,.

## Voir également
- Liste des monuments nationaux des États-Unis